# Hallie Quinn Brown
Hallie Quinn Brown, född 1850, död 1950, var en amerikansk aktivist. 
Hon var ordförande för National Association of Colored Women 1920–1924. 